# Банковская система Объединённых Арабских Эмиратов
Банковская система ОАЭ — система кредитно-финансовых учреждений государства Объединенных Арабских Эмиратов, состоящая из Центрального банка ОАЭ, местных коммерческих банков (с полной и ограниченной лицензией) и отделений иностранных банков (в том числе исламских), а также инвестиционных банков. В 2023 году, в рейтинг лучших банков мира по версии Forbes вошли три банка из ОАЭ: Emirates NBD в Дубае, и Abu Dhabi Commercial Bank и First Abu Dhabi Bank в Абу-Даби.

## Докризисное состояние национальной банковской системы

### Национальные коммерческие банки (в том числеисламские)
Местные коммерческие банки лицензируются Центральным банком ОАЭ в соответствии с Законом № 10 от 1980 г. По состоянию на 2003 год общее число национальных коммерческих банков достигло 21, а количество филиалов местных банков выросло к концу 2003 г. до 330 в сравнении с 310 на конец 2002 г. Количество валютообменных отделений местных банков в 2003 г. достигло 37.
Национальные коммерческие банки:
- Исламский Банк Абу Даби (Abu Dhabi Islamic Bank)
- Коммерческий Банк Абу Даби (Abu Dhabi Commercial Bank)
- Араб Банк фор Инвестмент энд Форин Трейд (Arab Bank for Investment & Foreign Trade)
- Банк Шарьи (Bank of Sharjah)
- Международный Коммерческий Банк (Commercial Bank International)
- Коммерческий Банк Дубая (Commercial Bank of Dubai)
- Дубайский Банк (Dubai Bank)
- Дубайский Исламский Банк (Dubai Islamic Bank)
- Эмиратский Международный Банк (Emirates Bank International) (с 2007 г. — Emirates NBD)
- Первый Банк Залива (First Gulf Bank)
- Инвест Банк (Invest Bank)
- Машрек Банк (Mashreq Bank)
- Ближневосточный Банк (Middle East Bank)
- Национальный Банк Абу Даби (National Bank of Abu Dhabi)
- Национальный Банк Дубая (National Bank of Dubai) (с 2007 г. — Emirates NBD)
- Национальный Банк Фуджейры (National Bank of Fujairah)
- Национальный Банк Рас-эль-Хаймы (National Bank of Ras Al Khaimah)
- Национальный Банк Шарьи (National Bank of Sharjah)
- Национальный Банк Умм-Аль-Кайвана (National Bank of Umm Al Qaiwain)
- Юнион Нешнл Банк (Union National Bank)
- Юнайтед Араб Банк (United Arab Bank)

В 2007 году Национальный Банк Дубая (National Bank of Dubai) и Эмиратский Международный Банк (Emirates Bank International) в результате слияния образовали единый Emirates NBD, ставший крупнейшим банком ОАЭ.

### Отделения иностранных коммерческих банков
По состоянию на 2003 год общее число представительств иностранных банков в ОАЭ составило 48.
На территории ОАЭ действуют отделения следующих иностранных банков:
- Аль-Ахли Юнайтед банк (Ahli United Bank BSC)
- АБН АМРО Банк НВ (ABN-Amro Bank N.V.)
- Арабско-Африканский Международный Банк[араб.] (Arab African International Bank)
- Араб Банк Плс (Arab Bank Plc.)
- Банк Бароды (Bank of Baroda)
- Банк Мелли Иран (Bank Melli Iran)
- Банк Садерат Иран (Bank Saderat Iran)
- Банк Банорабе (Banque Banorabe)
- Барклайз Банк Плс (Barclays Bank Plc.)
- Банк Каира (Banque du Caire)
- Креди Агриколь Индосуэц (Credit Agricole Indosuez)
- Креди Сюисс (Credit Suisse)
- БЛС (Франция) С.А. (BLC (France) S.A.)
- БНП Париба (BNP Paribas)
- HSBC Bank Middle East Ltd.
- Ситибанк Н.А. (Citibank N.A.)
- Эль-Нилейн Банк (El-Nilein Bank)
- Хабиб Банк АГ Цюрих (Habib Bank A.G. Zurich)
- Хабиб Банк Лимитед (Habib Bank Limited)
- Джаната Банк (Janata Bank)
- Ллойдз ТСБ Банк Плс (Lloyds TSB Bank Plc.)
- Национальный Банк Бахрейна (National Bank of Bahrain)
- Национальный банк Омана (National Bank of Oman S.A.O.G.)
- Рафидайн Банк (Rafidain Bank)
- Стандард Чартерд Банк (Standard Chartered Bank)
- Сосьете Женераль (Societe Generale)
- Юнайтед Банк Лимитед (United Bank Limited)
- UBS

## Изменения в банковской сфере в периодмирового экономического кризиса 2008—2012 годов
К моменту начала мирового финансово-экономического кризиса 2008—2012 годов на территории ОАЭ функционировал 41 банк. В течение 2008—2010 годов 40 из них, включая крупнейшие банки ОАЭ Emirates NBD, Mashreq и Commercial Bank of Abu Dhabi, кроме одного, фиксировали невиданные ранее убытки. Единственным банком, ежегодно заявлявшим о своей прибыльности в размере 1 млн долларов был First Gulf Bank. Пережив первые два года кризиса, банки ОАЭ начали последовательно выходить из убытков. Кризис подтолкнул эмиратские банки к тщательной чистке своих балансов от сомнительных активов. Возрождение строительного бизнеса и сопутствующих услуг в последние годы вселяет оптимизм в банковский сектор ОАЭ и ведёт к улучшению банковских показателей. Например, размер резервов крупнейшего эмиратского банка Emirates NBD в 2012 году приблизился к размеру 1 млрд долларов США.
Весной 2012 г. было объявлено о покупке банком HSBC Bank Middle East розничного и коммерческого банковского бизнеса Lloyds Banking Group PLC в ОАЭ (Lloyds TSB Bank Plc.). Банковские активы Lloyds, переходящие по этой сделке, оцениваются в 769 млн долларов США (по состоянию на 31 декабря 2011 года), а объём клиентской базы — около 8,8 тыс. клиентов. Завершение сделки ожидается в течение 2012 года.

## Коммерческие банки с ограниченной лицензией
Банк с ограниченной лицензией не имеет права принимать депозиты от резидентов в дирхамах, а только в иностранной валюте. Такой банк также может выдавать кредиты любым заинтересованным лицам, как резидентам, так и нерезидентам.

## Инвестиционные банки
Строго говоря, инвестиционные банки не являются банками в классическом понимании, поскольку осуществляют в основном не банковские, а инвестиционные операции. Закон ОАЭ № 10 от 1980 г. определил инвестиционный банк как банк, не имеющий права принимать депозиты со сроком менее двух лет, но обладающий правом привлекать инвестиции от местных и иностранных банков, а равно на финансовых рынках.

## «Хавала» (The Hawala System)
Система «Хавала» обеспечивает осуществление денежных переводов (особенно средств гастарбайтеров), и является составной частью международной финансовой системы. «Хавала» предшествовала «западному» способу ведения банковской деятельности в Азии. До создания первого в Азии западного банка, около 1770 г., менялы и хавалдары играли важную роль почти во всех коммерческих и финансовых сделках. В ОАЭ находится большое число рабочих-мигрантов из Индии, Пакистана и Бангладеш, в которых развита «хавала», что способствует стабильному росту операций «хавала» в ОАЭ. Центральный банк принял меры для легализации и установления контроля в этой системе, выдавая лицензии операторам «хавала». Кроме того, Центральный банк возложил на дилеров «хавала» обязанность сообщать о любых подозрительных сделках. Именно в результате существовавшей ранее анонимности и почти полного отсутствия документации в системе «хавала» она часто использовалась для финансирования нелегальной деятельности (см., например, Хавала (политический скандал)).